# Sarreinsming
Sarreinsming é uma comuna francesa na região administrativa de Grande Leste, no departamento de Mosela. Estende-se por uma área de 6,98 km². Em 2010 a comuna tinha 1 297 habitantes (densidade: 185,8 hab./km²).